# Blanche Wheeler Williams
Pour les articles homonymes, voir Wheeler et Williams.
Blanche Wheeler Williams, née Blanche Emily Wheeler le 9 janvier 1870 à Concord et morte le 9 décembre 1936 à Cambridge (Massachusetts), est une archéologue et professeure américaine. 
Elle est essentiellement connue pour son travail dans l'Isthme de Ierapetra en Crête, et pour ses découvertes à Gournia, avec sa collègue Harriet Boyd-Hawes. Elle se forme au Smith College, et  travaille comme professeure à l'école préparatoire avant de faire ses fouilles archéologiques en Crête, en 1900 et 1901. Blanche Wheeler Williams se marie en 1904 et ne retourne pas sur le terrain malgré une publication scientifique reconnue en 1908. Elle écrit par la suite une biographie de sa tante, Mary C. Wheeler, et aide son mari dans ses travaux.

## Biographie
L'origine de sa famille remonte au début des colonies de Nouvelle-Angleterre, et plus particulièrement la Colonie de Plymouth,.
Après l'obtention de son diplôme, Williams enseigne le latin, le grec et l'anglais à l'école préparatoire de sa tante Mary C. Wheeler jusqu'à son mariage en 1904. Elle effectue plusieurs Grands Tours en Europe, avec ses élèves. Elle se désintéresse de l'enseignement et prend une année sabbatique en 1898, où elle visite la Grèce et l'Italie avec Harriet Boyd-Hawes.
Elle va en Crète, dans l'isthme de Ierapetra en 1900 et trouve une tholos intacte datant de l'Âge du Bronze dans Kavousi, qu'elle présente à l'Institut archéologique américain de Philadelphie en décembre de la même année. Sara Yorke Stevenson, la secrétaire de l'American Exploration Society, est impressionnée par le discours et les découvertes de Williams. La Société finance alors ses fouilles entre 1901 et 1903.
En 1901, Williams part à la recherche d'un palais pour rivaliser avec ceux trouvés à Cnossos et Phaistos, et délaisse le site de Kavousi pour celui d'Avgo, plus à l'est, où elle est rejointe par Harriet Boyd. Ayant davantage d'expérience, Boyd mène l'enquête sur le terrain dans les espaces de fouilles et effectue les mesures, tandis que Williams réalise les plans de fouilles et les dessins des cartes et des objets trouvés. Leurs fouilles sont retardées par la pluie mais se terminent sans incident. Suivant le conseil d'un fermier, elles creusent à Gournia et découvrent un ancien complexe minoen. Elles trouvent d'abord des fragments de vases et d'artefacts en bronze, avant de découvrir des architectures, dont des murs de maisons et une route pavée. Elles préviennent alors l'American Exploration Society, et leur main-d'œuvre passe de 40 à 110 ouvriers en une semaine, ce qui augmente au passage la complexité de la fouille dirigée par Boyd. Elles trouvent des centaines d'artefacts, et Williams dessine les plus importants, généralement de vases. L'événement a été d'une grande importance pour Williams, qui écrit abondamment à ses étudiants au sujet de la fouille, qu'elle considère comme l'avant-garde[Quoi ?] de l'archéologie. Il s'agit de sa seule année de fouilles, le travail sur place étant retardé de deux ans après la première saison. Williams n'y retourne pas avec Boyd. Plusieurs années plus tard, à la fin de la fouille, plus de 60 maisons, une place centrale, et un petit palais sont découverts.
Williams épouse Emile Francis Williams, un importateur de tapis d'orient, en 1904. Son mari collectionne la porcelaine chinoise et est un botaniste amateur. Elle entretient une correspondance avec Boyd, qui continue à travailler en Crète et est devenue infirmière pendant la Première Guerre mondiale. Williams écrit des essais sur des vases en pierre, des pierres de sceau, mais aussi sur la religion Minoenne, et contribue à un livre scientifique sur l'Isthme de Ierapetra, publié en 1908, salué par la communauté archéologique. Elle n'a ensuite  plus écrit sur la région. Elle rédige une biographie de sa tante, Mary C. Wheeler, et aide son mari dans ses recherches.
Williams meurt le 9 décembre 1936, à Cambridge.